# Rifugio Bergamo al Principe
Il rifugio Bergamo al Principe (in tedesco Grasleitenhütte) è un rifugio alpino delle Dolomiti situato sul versante ovest del Gruppo del Catinaccio a quota 2.134 m s.l.m., nella Valle del Ciamin in provincia di Bolzano, si tratta del primo rifugio aperto nel gruppo del Catinaccio. 

## Storia
È stato costruito nel 1887 dalla sezione di Lipsia del D.Ö.A.V. (Club Alpino Tedesco-Austriaco). Dopo la prima guerra mondiale fu espropriato dallo stato italiano e consegnato alla sezione di Bergamo del CAI. In seguito è stato più volte ristrutturato.
Insieme ad altri 24 rifugi espropriati dallo stato, nel 1999 la proprietà è passata alla Provincia Autonoma di Bolzano - Alto Adige. Alla fine del 2010 è scaduta la concessione di gestione del CAI. Dal 2015 la gestione (assegnazione di conduzione, il controllo della gestione, le misure di ripristino) è svolta da una commissione composta dalla Provincia Autonoma di Bolzano, dall'AVS e dal CAI.

## Caratteristiche e informazioni
Il rifugio è composto da 12 stanze (per la maggior parte doppie) per un totale di 70 posti letto, 6 posti letto sono disponibili nella stagione invernale.

## Accessi
L'accesso principale è da Tires oppure dai rifugi circostanti:
- Dal rifugio Passo Principe in circa 40 min.
- Dal rifugio Alpe di Tires in circa 1 ora e 15 min.
- Dal rifugio Vajolet in circa 1 ora e 45 min.
- Dal rifugio Antermoia in circa 2 ore.
- Dalla Malga Ciamin (1.184 m) in circa 3 ore.

## Ascensioni
Costituisce un punto di partenza privilegiato per escursioni nell'alta valle del Ciamin e per ascensioni alla Torre del Principe e al Pizzo di Valbona (2.802 m) nel Gruppo del Catinaccio.